# Kip-up

Variante de kip-up más común.

Kip-up es uno de los muchos nombres de un movimiento gimnástico en el que el usuario, tendido en posición supina, lanza sus piernas en un movimiento ascendente y arrastra el resto de su cuerpo lejos del suelo hasta aterrizar sobre los pies, erguido o de rodillas. Se suele realizar en artes marciales como el Karate, el Taekwondo entre otras artes marciales también se practica en acro dance, break dance, lucha libre profesional y gimnasia. 
Debido al aspecto dinámico y práctico de este movimiento, es parte habitual de la coreografía de películas de acción y artes marciales. Recibe también los nombres de rising handspring, kick-up, Chinese get up, kick-to-stand, nip-up y carp skip-up.

## Ejecución
Desde una posición acostada, el sujeto contrae hasta el pecho las piernas (dobladas o estiradas) y retrocede rodando hacia atrás ligeramente. Entonces catapulta las piernas hacia arriba y hacia delante mientras empuja desde el suelo con los hombros (y, opcionalmente, sobre las manos, previamente situadas sobre el piso a ambos lados de la cabeza). El impulso lleva la parte inferior del cuerpo a través del aire, aterrizando sobre los pies; seguidamente, con el suficiente arqueo de la espalda, alza la parte superior del cuerpo hasta quedar vertical en una posición de rodillas.
| Nombre                 | Descripción |
| ---------------------- | --- |
| Straight-legged kip-up | Idéntico al movimiento original, la única distinción es que las piernas se mantiene rectas sobre el pecho. |
| No-handed kip-up       | En esta variante el usuario no usa las manos para apoyarse. Se considera más difícil que la versión normal debido a que la ausencia del empuje de las manos exige más fuerza para levantar los hombros y el cuello. Una distintiva versión del wushu es ejecutada poniendo las manos sobre las rodillas. Prácticamente todas las variantes del kip-up pueden ser realizadas sin manos, de modo que no es raro ver esta versión combinada con otra. |
| Rolling kip-up         | Un kip-up ejecutado rodando frontalmente por el suelo hasta acabar boca arriba, realizando entonces el kip-up original, todo ello en un movimiento fluido. |
| Headspring             | También conocido como head kip-up, en este movimiento el usuario se sitúa en posición de rodillas antes de ir sobre su cabeza y realizar un handspring antes del kip-up. |
| Corkscrew kip-up       | El usuario realiza un kip-up normal, pero añadiendo una rotación horizontal de 180° o incluso 360° a su cuerpo. |
| Suicide kip-up         | El usuario, estando de pie, realiza un salto tipo arco con su espalda hasta tocar el suelo, donde coloca las manos a la altura de la cabeza y contrae sus piernas hasta el pecho para realizar un kip-up normal. Esta versión es muy peligrosa ya que un mal movimiento puede ocasionar lesiones en el cuello. |

## En la cultura popular
- Este movimiento fue popularizado en Estados Unidos por el luchador profesional Shawn Michaels. Es común también en la lucha libre japonesa, donde infinidad de luchadores lo utilizan.